# Obsidienne
L’obsidienne est une roche volcanique vitreuse et riche en silice. De couleur grise, vert foncé, rouge ou noire, elle est issue d'une lave acide (type rhyolite). La vitrification en masse est rendue possible par le fort degré de polymérisation de la lave. Ce phénomène n'a rien à voir avec les bordures figées de quelques millimètres à quelques centimètres observées sur des laves basiques (filons, pillow lavas) pour lesquelles la vitrification est due à un refroidissement rapide de la lave (contact avec un encaissant froid ou avec de l'eau).
Selon Pline l'Ancien, son nom viendrait de Obsius, personnage de la Rome antique qui aurait signalé en premier la présence de cette roche, en Éthiopie, mais les linguistes relient ce nom au latin obsidio, « action d'assièger ».

## Propriétés physiques, minéralogie

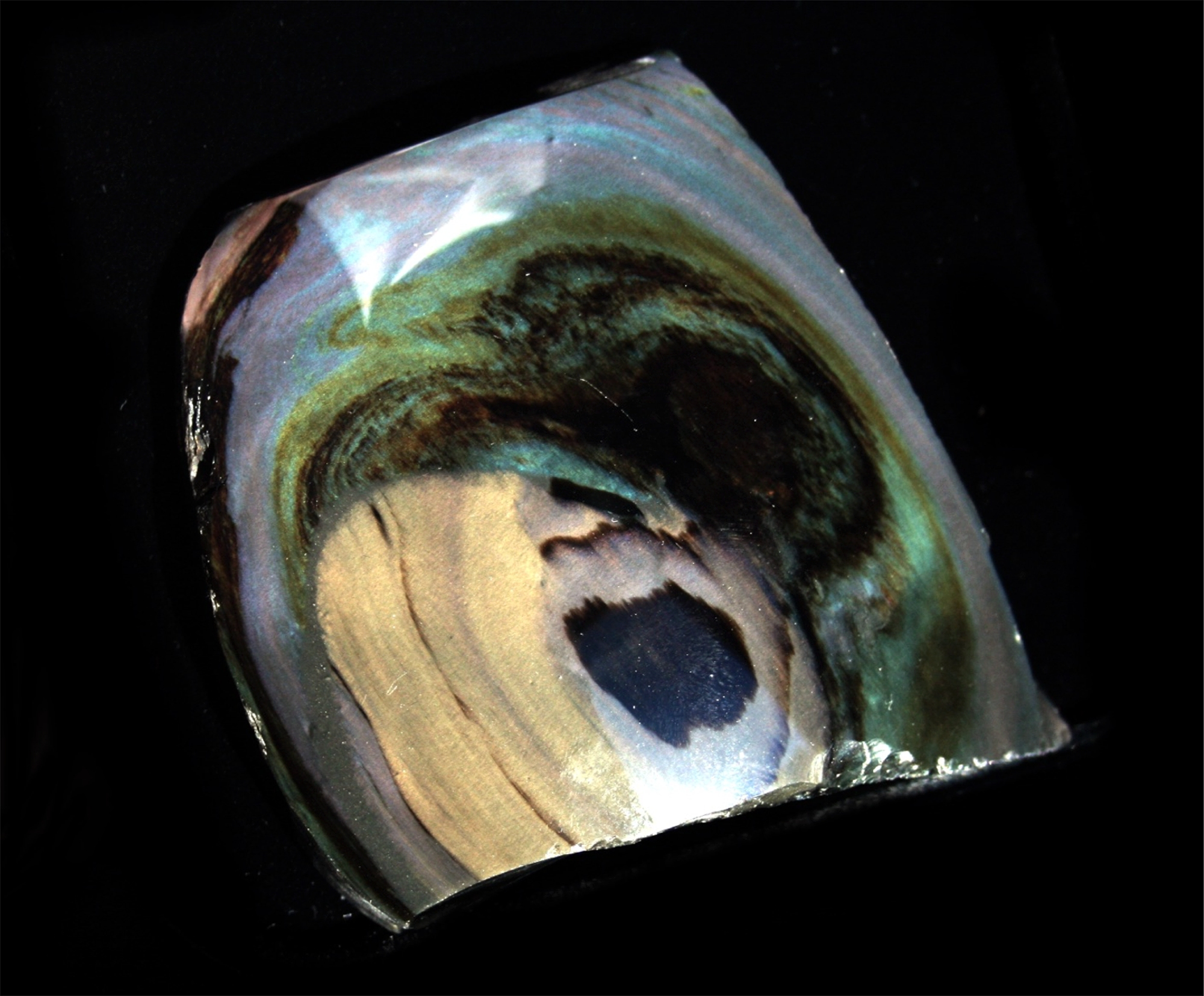
Obsidienne avec son effet caractéristique d'arc-en-ciel des obsidiennes.

L'obsidienne est opaque à translucide et présente une texture et un éclat vitreux. Elle est le plus souvent grise ou noire mais il arrive que l'obsidienne réfléchisse la lumière, selon ses plans internes, de sorte que des reflets verts, violets et argentés apparaissent, ce phénomène est appelé « arc-en-ciel des obsidiennes ».
Sa cassure est très nettement conchoïdale, sa dureté sur l'échelle de Mohs étant de 5 à 5,5 (comme le verre).
Le verre de l'obsidienne peut recristalliser, ce qui donne des sphérolithes de cristobalite ou, parfois, des obsidiennes « flocon de neige » avec des orbicules de recristallisation.

## Gisements, âge et variétés
L'obsidienne se forme à partir de coulées de lave très épaisses et riches en silice. Roche peu commune, elle se trouve en abondance :

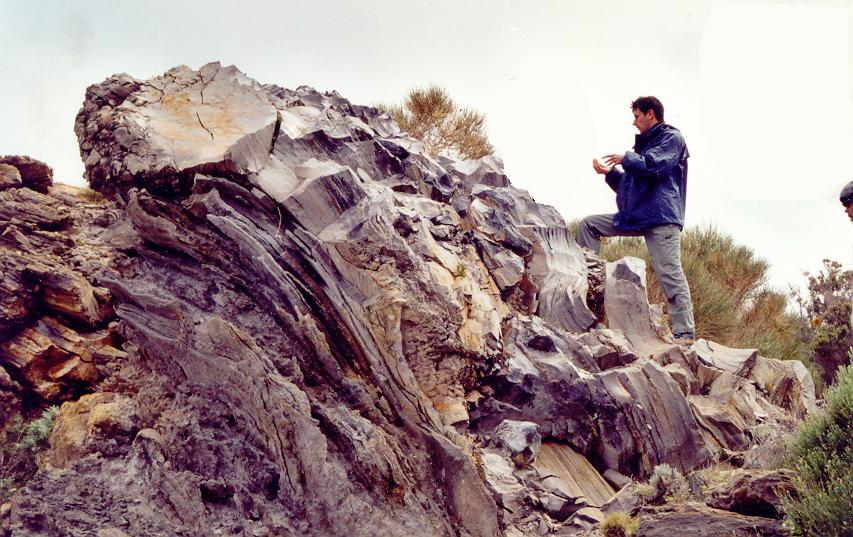
Obsidienne des îles Lipari.

- En certains points du Massif central français[3]
- sur les îles Lipari (dans l'archipel des îles Éoliennes), en Sardaigne (Monte Arci), d'où elle fut exportée dans tout le bassin méditerranéen dès la préhistoire[5] ;
- en Arménie, entre le lac Sevan et Erevan ;
- en Turquie, au pied du Mont Ararat, où on trouve de l'obsidienne translucide;
- sur l'île de Sardaigne en Italie ;
- sur l'île de Milos au Sud de la mer Egée, en Grèce ;
- sur l'île de Gyali au large de Nissiros en Grèce ;
- dans les îles Canaries, particulièrement sur l'île de Tenerife, face nord du Teide (« Los huevos del Teide » — « Les œufs du Teide » — sont composés d'énormes masses ovoïdes d'obsidienne presque pure) ;
- dans les environs du Landmannalaugar (Islande) ;
- aux États-Unis, au Mexique et au Pérou ;
- au Kenya, dans la vallée du Grand Rift[6] ;
- en divers lieux du Japon, notamment l'île de Kozushima, le mont Kirigamine sur Honshu, Shirataki (en) au nord d'Hokkaido ou encore au mont Koshidake (ja) sur Kyushu[7] ;
- aux alentours des volcans de l'île de Pâques.

Les obsidiennes sont le plus souvent datées du Pliocène (2 à 4 millions d'années) ; aucune n'est antérieure au Cénozoïque : en effet, cette roche se dévitrifie avec le temps.

## Utilisation préhistorique
L'obsidienne a été utilisée pour la fabrication de tranchant pour les armes et les outils au cours de la Préhistoire, notamment en Amérique précolombienne (voir plus en détail l'article sur l'utilisation de l'obsidienne en Mésoamérique). Les galets roulés servent à la fabrication de bijoux et la dureté de ce minéral et sa facilité relative de taille permettent d'en faire des lames. En Amérique du Sud sur la côte Pacifique l'obsidienne faisait l'objet d'échanges à longue distance, notamment contre certains coquillages (spondyles et strombes). En Mésoamérique au premier millénaire de notre ère les gisements d'obsidienne font la richesse de Teotihuacan, dont on retrouve la production jusqu'à Altun Ha.

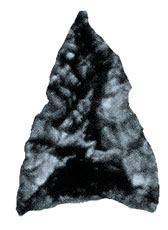
Pointe de flèche en obsidienne.

Il existe aussi de nombreuses traces d'utilisation de l'obsidienne dans le sud de l'Europe au Néolithique, où une forme de commerce et de transport de la pierre était mise en place depuis les gisements des volcans de l'actuelle Italie. Des outils en obsidienne ont ainsi été retrouvés lors de fouilles archéologiques, notamment dans le sud de la France. À partir du Néolithique en Méditerranée occidentale, il y a 8 000 ans, des réseaux d’échanges se mettent en place entre les différentes communautés agropastorales, réseaux qui resteront actifs durant quatre millénaires.
Une étude récente portant sur l’obsidienne préhistorique permet de lever un voile sur la manière dont étaient organisés certains de ces échanges à longue distance, entre les îles et les rivages méditerranéens : ce commerce était en partie aux mains d’artisans spécialisés qui se déplaçaient par voie maritime et distribuaient le produit de leur artisanat aux communautés visitées. Les sites archéologiques attestent de la mise en forme des nucléus autour des gisements (principalement Lipari et Monte Arci en Sardaigne), puis du détachement de lames et de lamelles dans les villages « consommateurs ». En Sardaigne, l'obsidienne était une ressource importante, exploitée depuis les premières phases du Néolithique ancien (6000-5000 avant notre ère). Utilisée pour fabriquer des armes, des outils et d'autres objets lithiques, l'obsidienne est beaucoup plus rare que le silex commun et possède de meilleures caractéristiques (brillance, facile à façonner) ; elle était donc très recherchée dans l'Antiquité et autour de quelques gisements, prospéraient une intense activité d'extraction, de transformation et d'échange même sur de longues distances.
En Afrique orientale sur les bords du golfe de Winam (lac Victoria), on retrouve des outils en obsidienne dans des sites archéologiques datant d'entre le VIe millénaire av. J.-C. et le IIIe millénaire av. J.-C. ; des analyses chimiques permettent d'établir que l'obsidienne utilisée provient de gisements situés à plus de 150 km de là, aux abords du lac Naivasha ou du lac Bogoria. Certains outils ont été retrouvés à 400 km de leur site d'extraction. Ces échanges avaient vraisemblablement un but social et symbolique plus qu'utilitaire.
Au Japon préhistorique, l'obsidienne est exploitée en divers lieux et est l'objet d'échanges sur quelques centaines de kilomètres, voire plus dans le cas d'échanges maritimes; des objets en obsidienne de Kyushu ont ainsi été retrouvés dans les îles Ryukyu et d'autres en obsidienne d'Hokkaido ont été exhumés au nord de Sakhaline. 
La découverte d'obsidienne sur un site archéologique est une précieuse source d'information, car elle rend possible sa datation par la méthode de l'hydratation. De plus chaque gisement a une composition chimique propre, ce qui permet de déduire le lieu d'extraction de l'obsidienne constituant un artéfact retrouvé lors d'une fouille.

## Artisanat, commerce, art et folklore

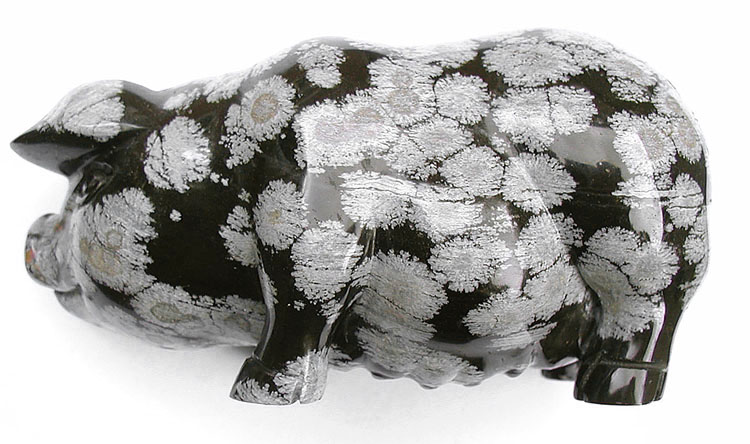
Obsidienne « flocon de neige » avec orbicules de recristallisation.

Il existe des dénominations esthétiques ou commerciales de variétés, notamment selon les vertus curatives que la culture populaire leur accorde en fonction de leur apparence : l’« arc-en-ciel » (également nommée en France « œil céleste »), l’« acajou » (« mahogany »), la « flocon de neige » (« mouchetée »), la noire, la dorée, l’argentée, la « mentogochol » (déformation du nom mexicain Manta Huichol), la « spider web » (« toile d’araignée ») ou la « mezclada » (mélangée : mélange les caractéristiques de l’arc-en-ciel et de la spider web) par exemple,.
On trouve, dans le commerce des gemmes, des variétés synthétiques d’obsidienne. L’obsidienne bleue est un verre bleu transparent artificiel. On peut trouver du bleu dans l’obsidienne naturelle, mais à l’état de reflets plus ou moins visibles sur une pierre opaque à très légèrement translucide.